# Viksjö, Härnösands kommun
Viksjö är kyrkbyn i Viksjö socken och en småort i Härnösands kommun i Ångermanland.
I Viksjö finns Viksjö kyrka. Här finns också en liten badstrand, en liten affär samt en fotbollsplan. Själva byn ligger på en höjd mellan Viksjöån i öster och Mjällån i väster. Cirka 500 meter söder om kyrkan ligger sammanflödet mellan de två åarna.
Länsväg 331 (mellan Stavreviken och Graninge) går genom Viksjö.